# 1987 en littérature
| Années de la littérature : 1984 - 1985 - 1986 - 1987 - 1988 - 1989 - 1990    |
| Décennies de la littérature : 1950 - 1960 - 1970 - 1980 - 1990 - 2000 - 2010 |

Cet article présente les faits marquants de l'année 1987 en littérature.

## Évènements
- 31 juillet : Primo Levi se donne la mort en chutant des escaliers.
- Le roman Les Fous de Bassan de l'écrivaine québécoise Anne Hébert, paru en 1982, est porté à l'écran par le réalisateur canadien Yves Simoneau. Avec Charlotte Valandrey, Laure Marsac et Steve Banner dans les rôles principaux, le film Les Fous de Bassan devient rapidement un classique du cinéma québécois.

## Parutions

### Bande dessinée
Tous les albums de BD sorti en 1987
- collectif : Jacky Goupil (Introduction), Bélom, Michel Bridenne, Gérard Lauzier, Levis, Lucques, Pichon, Les Chefs-d'œuvre de la bande dessinée érotique, éd. Rombaldi, 239 pages. 6 tomes.
- Albert Uderzo, Astérix chez Rahazade, éd. Albert René, 47 pages.

### Essais
- Claude-François Baudez et Sydney Picasso, Les Cités perdues des Mayas, coll. « Découvertes Gallimard » (no 20), éd. Gallimard.
- Andrea Dworkin, Intercourse, New York, Simon & Schuster, 1987  (ISBN 0684832399)
- Dorothée Koechlin de Bizemont, L'Univers d'Edgar Cayce. Les révélations du grand médium américain. De nouveaux espoirs de guérison. Le Karma des peuples de langue française, éd. Robert Laffont.
- Claude B. Levenson, Le Seigneur du Lotus Blanc : Le Dalaï-Lama, éd. Lieu Commun.
- Peter Sloterdijk (philosophe allemand), Critique de la raison cynique (1983), éd. Christian Bourgois.
- Rolf A. Stein, La Civilisation tibétaine, éd. L’Asiathèque.

#### Histoire
- Philippe Jacquin, La Terre des Peaux-Rouges, coll. « Découvertes Gallimard » (no 14)
- Paul Kennedy, Naissance et déclin des grandes puissances
- N. Kleebatt, The Dreyfus Affair - Truth and Justice
- Nicolas Valentinov, Mes rencontres avec Lénine, Éditions Gérard Lebovici.

#### Littérature
- Denis Lopez, La Plume et l'épée : Montausier 1610-1690, position littéraire et sociale jusqu'en 1653.

#### Politique
- Anonyme (en fait Jean-Pierre Baudet), Tchernobyl. Anatomie d'un nuage : Inventaire provisoire des dégâts physiques et moraux consécutifs à la catastrophe du 26 avril 1986, Éditions Gérard Lebovici.
- Baldassare Castiglione, Le Livre du Courtisan, Éditions Gérard Lebovici.
- Mezioud Ouldamer, Le Cauchemar immigré dans la décomposition de la France, Éditions Gérard Lebovici.
- Michel Rocard, Le cœur à l’ouvrage éd. Odile Jacob/Le Seuil.
- Yvon Samuel (journaliste), Les Requins de la finance.

### Livres d'Art
- Patrick Favardin, Le Style 50 : Un moment de l'art français, Paris, Sous le Vent, 1987  (ISBN 978-2-01-260299-1)

### Poésie
- Yves Bonnefoy, Ce qui fut sans lumière.
- Arthur Cravan, Œuvres, Éditions Gérard Lebovici.

### Romans

#### Auteurs francophones
Romans parus en 1987
- Geneviève Brisac, Les Filles, Éditions Gallimard, prix Roland-de-Jouvenel de l'Académie française.
- Jean Dutourd, Le Séminaire de Bordeaux, éd. Flammarion.
- Jean Echenoz, L'Équipée malaise, Les Éditions de Minuit
- Beppe Fenoglio, Les Vingt-Trois Jours de la Ville d'Albe, Éditions Gérard Lebovici.
- Guy-Pierre Geneuil, Le narvalo, éd. J.-C. Lattès
- Aline Giono (avec Willi Glasauer), Mon père: Contes des jours ordinaires.
- Jean-Marc Parisis, La Mélancolie des fast-foods. Sur le thème du fascisme passif.
- Daniel Pennac, La Fée Carabine, Éditions Gallimard.
- Frank Dartal, Un temps pour la guerre, Fleuve Noir Anticipation.

#### Auteurs traduits
- Chinua Achebe : Anthills of the Savannah.
- Tahar Djaout: L'Invention du désert.
- Salman Rushdie: Le Sourire du jaguar.
- Virgil Tănase (avec Pierre-Marie Valat et Willi Glasauer): Le bal sur la goélette du pirate aveugle.

#### Nouvelles
- Paul Bowles : Réveillon à Tanger, rééd. Gallimard 2007, coll. l'Imaginaire, 240 pages.

### Théâtre
- Yasmina Reza, Conversations après un enterrement

## Décès
- Date inconnue : Vũ Ngọc Phan, écrivain et critique littéraire vietnamien (° 8 septembre 1902).
- 7 janvier : Son Sohui, poétesse sud-coréenne, 69 ans (° 2 septembre 1917).
- 20 février : Edgar Pierre Jacobs, auteur belge de bande dessinée, 83 ans (° 30 mars 1904).
- 4 avril : Catherine Lucille Moore, autrice américaine de science-fiction et fantasy, morte à 76 ans.
- 19 mai : James Tiptree, Jr, autrice américaine de science-fiction, morte à 71 ans.
- 30 septembre : Alfred Bester, auteur américain de science-fiction et de romans policiers, mort à 73 ans.
- 3 octobre : Jean Anouilh, dramaturge français, 77 ans (° 23 juin 1910).
- 4 novembre : Pierre Seghers, poète et éditeur français (° 5 janvier 1906).
- 17 décembre : Marguerite Yourcenar, écrivain français, 84 ans (° 8 juin 1903).